# Theodor Wintermantel
Theodor Wintermantel (* 27. April 1878 in St. Georgen im Schwarzwald; † 8. April 1945 in Bretten) war ein deutscher Jurist und Politiker.

## Leben
Als Sohn eines Land- und Gastwirts geboren, studierte Wintermantel Rechtswissenschaften in Heidelberg und Freiburg im Breisgau. Während seines Studiums wurde er 1896 Mitglied der Burschenschaft Allemannia Heidelberg. Seine Examen machte er 1900 und 1904. Nachdem er 1896/97 Einjährig-Freiwilliger gewesen war, wurde er 1901 Leutnant der Reserve im 7. Badischen Infanterieregiment in Mühlhausen. Er war Referendar beim Bezirksamt Wolfach und 1908 in Überlingen, wo er den dortigen Yacht-Club gründete. 1910 wurde er Oberleutnant der Reserve und nahm von 1914 bis 1918 am Ersten Weltkrieg teil, zuletzt als Hauptmann der Reserve beim 3. Ober-Elsässischen Infanterie-Regiment Nr. 172. Er wurde dreimal schwer verwundet, ging nach seiner Genesung jedoch wieder ins Feld. 1918 wurde er Oberamtmann, dann Amtsvorsteher in Stockach. Als solcher war er für den Schutz der während der Novemberrevolution auf Schloss Langenstein lebenden großherzoglichen Familie zuständig. 1920 wurde er Bezirksamtsvorstand in Schopfheim. Während des Oberbadischen Aufstandes von 1923 wurde er von Streikenden kurzzeitig entführt. 1924 ging er als Landrat und Amtsvorsteher nach Lörrach, 1932 nach Karlsruhe. Von 1901 bis 1919 war er Mitglied der Nationalliberalen Partei, dann bis 1932 der Deutschen Demokratischen Partei und seit 1937 der NSDAP. Anfang der 30er Jahre bis zur Eingliederung in den Bund Nationalsozialistischer Deutscher Juristen (BNSDJ) war Wintermantel Vorsitzender des Vereins der Höheren Verwaltungsbeamten Badens. Er versuchte vergeblich den Verein innerhalb des BNSDJ noch zu erhalten. 1945 hatte er den Evakuierungssitz als Landrat in Bretten. Beim Einmarsch der Alliierten beging er gemeinsam mit seiner Frau Selbstmord.

## Ehrungen
- Eisernes Kreuz I und II
- 1915: Militär-Karl-Friedrich-Verdienstorden, Ritterkreuz